# Carcès
Cet article concerne la commune française de Carcès. Pour le gouverneur de Provence au moment des guerres de religion, dit le comte de Carcès, voir Jean V de Pontevès.
Carcès [kaʁsɛs] est une commune française située en pays de la Provence Verte dans  le département du Var, en région Provence-Alpes-Côte d'Azur.
Ses habitants s'appellent les Carçois et les Carçoises ou encore les Mastres.

## Géographie

### Situation
Située au cœur du département du Var, à 20 km au nord-est de Brignoles, la commune de Carcès est située au confluent du fleuve côtier l’Argens et de son affluent le Caramy.

### Accès
Carcès est accessible par la route départementale D 13, entre Cotignac au nord et Cabasse au sud. L'aéroport le plus proche est celui de Toulon. La gare TGV la plus proche est celle des Arcs - Draguignan.

### Lieux-dits et hameaux
En dehors du village, Carcès possède plusieurs hameaux et lieux-dits :
- Village du Lac, proche du lac de Fontaine d'Ajonc ;
- les Bastides ;
- la Commanderie ;
- les Négadous ;
- le Petit Saint-Paul.

### Géologie et relief

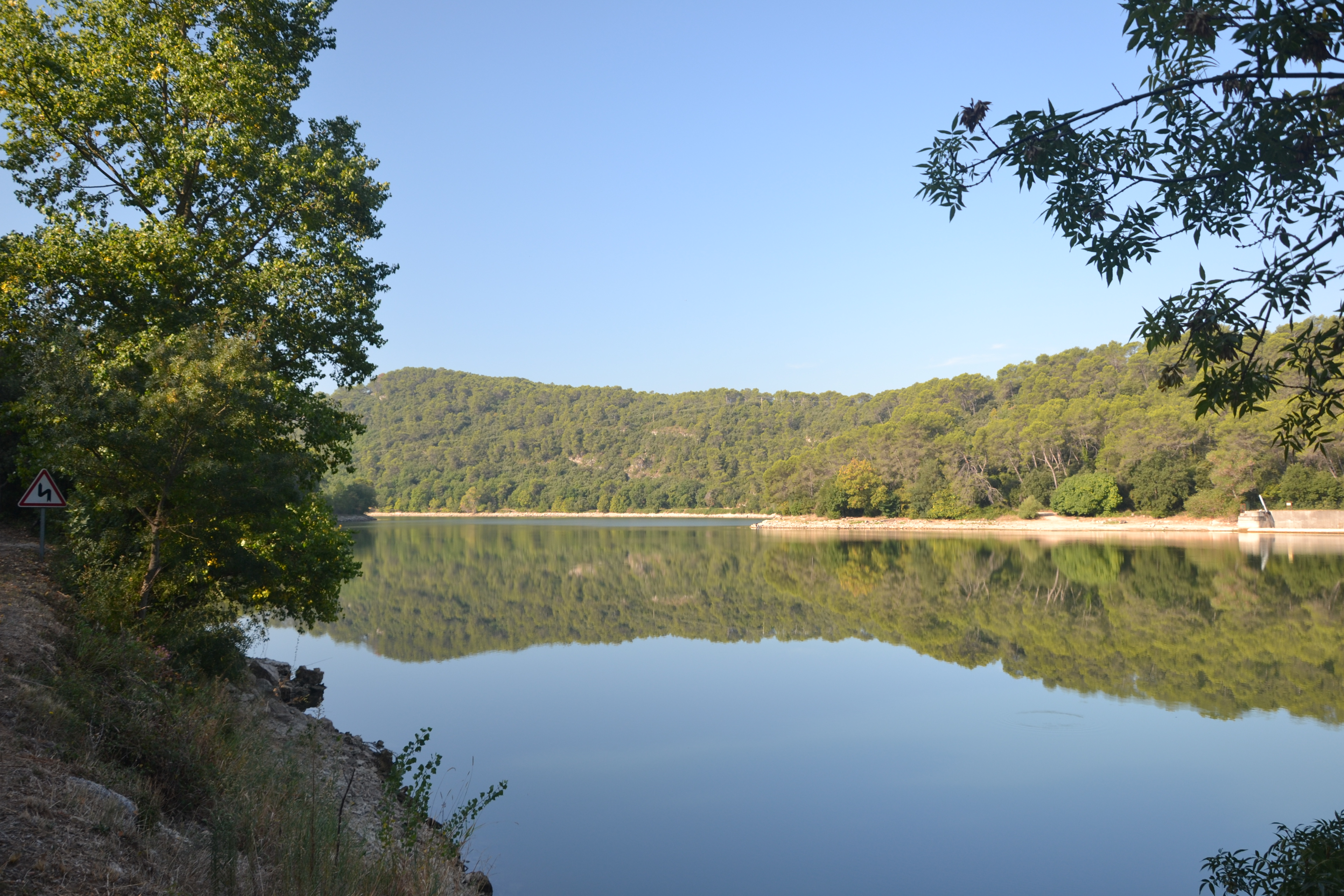
Vue panoramique de Carcès.

Carcès est connue principalement pour le lac de la Fontaine d'Ajonc (appelé communément lac de Carcès), de plus de 100 hectares et de 8 kilomètres de rives.
Les bois et forêts représentent environ la moitié de la superficie de la commune, la surface agricole utilisée correspond au tiers de la commune.
Le village est situé sur un promontoire, d'où que l'on vienne, on découvre le village au sortir d'un virage.
Le village de Carcès est au creux des vallées du Caramy et de l'Argens. Les collines alentour culminent entre 230  et   280 mètres.

### Sismicité
Carcès est dans une zone de très faible sismicité.

### Hydrographie
Carcès est la troisième ville de France éclairée à l'électricité (depuis 1889). L’usine électrique communale était située sur le confluent de l'Argens (qui se jette à la mer à Fréjus) et du Carami. Les sites pittoresques et les bords ombragés de ses rivières, ainsi que de nombreux sentiers pédestres balisés, attirent chaque année de nombreux amoureux de la nature. La commune est également arrosée par la Ribeirotte, affluent de l'Argens.
Le lac de la Fontaine d'Ajonc, plus connu sous le nom de lac de Carcès, d'une superficie de plus de 100 hectares, alimente Toulon en eau depuis la fin des années 1930.
Cours d'eau sur la commune ou à son aval :
- fleuve l'Argens ;
- rivières le Caramy[6] et l'Issole ;
- ruisseaux la Ribeirotte, la Cassole, Val Freï ;
- vallon de Robernier, du Barayol, de Nestuby, de Pécounillie, de Sainte-Marguerite ;
- canal de Carcès[7].

### Climat
Pour des articles plus généraux, voir Climat de Provence-Alpes-Côte d'Azur et Climat du Var.
En 2010, le climat de la commune est de type climat méditerranéen franc, selon une étude du Centre national de la recherche scientifique s'appuyant sur une série de données couvrant la période 1971-2000. En 2020, Météo-France publie une typologie des climats de la France métropolitaine dans laquelle la commune est exposée à un climat méditerranéen et est dans une zone de transition entre les régions climatiques « Provence, Languedoc-Roussillon » et « Var, Alpes-Maritimes ». 
Pour la période 1971-2000, la température annuelle moyenne est de 14,1 °C, avec une amplitude thermique annuelle de 16,5 °C. Le cumul annuel moyen de précipitations est de 862 mm, avec 6,9 jours de précipitations en janvier et 2,2 jours en juillet. Pour la période 1991-2020, la température moyenne annuelle observée sur la station météorologique de Météo-France la plus proche, « Montfort-sur-Argens_sapc », sur la commune de Montfort-sur-Argens à 5 km à vol d'oiseau, est de 14,7 °C et le cumul annuel moyen de précipitations est de 789,3 mm. 
La température maximale relevée sur cette station est de 42,5 °C, atteinte le 28 juin 2019 ; la température minimale est de −11 °C, atteinte le 8 janvier 1985,,. 
Les paramètres climatiques de la commune ont été estimés pour le milieu du siècle (2041-2070) selon différents scénarios d'émission de gaz à effet de serre à partir des nouvelles projections climatiques de référence DRIAS-2020. Ils sont consultables sur un site dédié publié par Météo-France en novembre 2022.

## Toponymie
Carcès s'écrit Carces en provençal selon la norme mistralienne ainsi qu'en occitan selon la graphie classique[réf. nécessaire].

## Héraldique
| Blason de Carcès | Les armes de Carcès se blasonnent ainsi : « D'argent, à un franc-quartier azur, chargé d'une étoile d'or ». |

## Histoire

### Moyen Âge
Sur l'éperon qui domine le confluent de l'Argens et du Caramy ainsi que les quatre voies d'accès au village, les premiers seigneurs de Carcès, les Châteaurenard, dressèrent en l'an 1000 le premier fort. Dans deux chartes de 1085 et 1099, Bertrand et Bérenger, évêques de Fréjus, restituèrent à l’abbaye de Saint-Victor de Marseille, l'église de Sainte-Marie-de-Pignans de Sainte-Marie-de-Barjols et toutes les églises situées dans la vallée de Carcès (dont Notre-Dame-de-Carami de Carcès). En 1235, lorsque Raymond Béranger fit faire le recensement des chevauchées qui lui étaient dues dans le diocèse de Fréjus, le château de Carcès fut taxé à un chevalier. La seigneurie de Carcès appartenait à cette époque à Guillaume de Cotignac, et passa successivement, comme celle de Cotignac, dans la famille de Pontevès à partir de 1240, qui éleva un château dont il reste aujourd'hui des ruines importantes. Foulques de Pontevès (?-av.1337), lieutenant du sénéchal (1317), viguier d'Avignon (1333), chevalier, conseiller et chambellan du roi Robert, fut seigneur de Cotignac, de Carcès, de Bargême etc.. Il fut le fils de Foulquet II de Pontevès et Marguerite des Porcellets. Il fut l'époux de Galburge d'Agoult de Sault. Il fut le père de Jean et de Fouquet V. Puis, elle passa dans les familles de Simiane, de Rohan-Soubise et de Condé.
Pendant les guerres de Religion à partir de 1562. Le comte de Carcès, Jean de Pontevès, grand sénéchal et lieutenant du roi, était à la tête des catholiques les « Carcistes » ou « Marabouts », nom qui signifiait « cruels et sauvages ». Il combattait les Razats du maréchal de Retz qui s'appuyaient sur les seigneurs d'Oppède, d'Oraison et le baron d’Allemagne. Les deux camps ravagèrent la Provence, brûlant, violant et perpétrant autres cruautés. Le Parlement condamna d'abord la conduite des carcistes et permit de « courir sur eux et de les tailler en pièces ». À cet ordre, une partie de la Provence prit les armes et, en peu de jours, soixante-six carcistes périrent devant Cuers, quatre cents furent sabrés à Cabasse et autant trouvèrent la mort devant Lorgues. Toute la garnison du château de Trans fut passée au fil de l'épée et Carcès ne dut son salut qu’à l’arrivée en Provence de Catherine de Médicis.
Par lettres patentes du mois de mars 1571, la seigneurie de Carcès fut érigée en comté, avec remises des terres de Cotignac, Flassans, Pourqueirolles, Château-Neuf, Blioux, La Molle, Tavernes, Brue, Artignosc, Tourtour, et avec pouvoir d'établir une lieutenance au siège de ce comté pour juger les premières appellations ressortissant au parlement d'Aix : siège qui fut établi le 22 novembre 1573. Ces faveurs furent accordées par le roi Charles IX à Jean V de Pontevès, pour le récompenser des services qu'il lui avait rendus pendant les guerres de Religion.

### La société patriotique de Carcès
Fondée le 4 août 1792, la Société patriotique s'établit au quartier dit de Sous-Ville dans une salle où Barras donna des conférences pour exalter la foi révolutionnaire des Carçois. Pour montrer leur patriotisme, ils gravèrent sur les murs de la salle du Club les « Commandements révolutionnaires de la Montagne » dont s'inspirèrent les sociétés secrètes du XIXe siècle.

### La légende de la «Cabro d’Or»
On raconte qu'avant le XIXe siècle, en Provence, il n'y avait pas de paysans sans chèvre, et même en ville, des chèvres se promenaient dans les rues. Tous les matins, jusqu'à 9 ou 10 heures, les bergères des alentours arrivaient dans la ville et s'installaient avec leurs chèvres, sur les places publiques pour traire à la demande en criant : « Bouen lach fresc ! » (Bon lait frais !) Plus tard dans la journée, les bergères revenaient pour vendre des « recuites » et du lait caillé : « Lei broussos de Rove ! » (brousses très réputées de la race des chèvres de Provence « la Rove »).
Mais si les paysans provençaux avaient généralement du moins une chèvre à la ferme, il en était une qu'ils ne pouvaient jamais attraper : c'était la « Cabro d'Or », elle faisait la chronique des veillées, des paysans l'auraient vue près d'une grotte, sur une colline, au bord d'une source, car seule cette chèvre fée connaissait l'endroit où se cachait le trésor et pouvait s'en emparer celui qui l'attraperait ! Cette légende, en Provence, remonte à l'époque des Sarrasins, mais à Carcès, l'on raconte que par temps de pleine lune et de mistral, la silhouette d'une « Rove » se profilerait parmi les pierres du château, et, le rosé aidant, elle pourrait bien vous conduire jusqu'au trésor de la « Cabro d'Or » enfoui par les templiers dans quelque souterrain du château.

## Politique et administration

### Tendances politiques et résultats
- Maire sortant : Jean-Louis Alena
- 23 sièges à pourvoir au conseil municipal (population légale 2011 : 3 360 habitants)
- 4 sièges à pourvoir au conseil communautaire (CA de la Provence Verte)

|                          | Patrick Genre      | UMP            | 1 057 | 56,73  | 18 | 3 |  |  |
|                          | Jean-Louis Alena * | DVG            | 806   | 43,26  | 5  | 1 |  |  |
|                          |                    |                |       |        |    |   |  |  |
| Inscrits                 | Inscrits           | Inscrits       | 2 635 | 100,00 |    |   |  |  |
| Abstentions              | Abstentions        | Abstentions    | 690   | 26,19  |    |   |  |  |
| Votants                  | Votants            | Votants        | 1 945 | 73,81  |    |   |  |  |
| Blancs et nuls           | Blancs et nuls     | Blancs et nuls | 82    | 4,22   |    |   |  |  |
| Exprimés                 | Exprimés           | Exprimés       | 1 863 | 95,78  |    |   |  |  |
| * Liste du maire sortant |                    |                |       |        |    |   |  |  |

### Liste des maires
| Période                                  | Période                      | Identité                                     | Étiquette | Qualité                                                                                        |
| ---------------------------------------- | ---------------------------- | -------------------------------------------- | --------- | ---------------------------------------------------------------------------------------------- |
| Les données manquantes sont à compléter. |                              |                                              |           |                                                                                                |
| ?                                        | ?                            | Alfred Revertégat                            |           | Propriétaire, viticulteur Conseiller général du canton de Cotignac (1881 → 1889)               |
| Maire en 1889                            | ?                            | Louis Revertégat                             |           | Propriétaire Conseiller général du canton de Cotignac (1889 → 1893)                            |
| mai 1912                                 | novembre 1919                | Théodule Joulian                             | SFIO      | Cultivateur, propriétaire                                                                      |
| mai 1935                                 | mai 1937 (démission)         | M. Constant                                  | SFIO      |                                                                                                |
| ?                                        | août 1944                    | Julius Luquet                                | SFIO      | Conseiller général du canton de Cotignac (1928 → 1937)                                         |
| août 1944                                | mai 1945                     | Louis Gabriel Ferraud                        |           | Président de la commission spéciale                                                            |
| mai 1945                                 | mars 1959                    | Roger Joulian Petit-fils de Théodule Joulian | SFIO      | Viticulteur Conseiller général du canton de Cotignac (1945 → 1964) Réélu en 1947 et 1953       |
| mars 1959                                | inconnu                      | Albert Berne                                 | DVD       | Conseiller général du canton de Cotignac (1964 → 1976)                                         |
| ?                                        | ?                            | Paul Reboul                                  | PS        | Conseiller général du canton de Cotignac (1976 → 1988)                                         |
| 1985                                     | mars 2014                    | Jean-Louis Aléna                             | PS        | Cadre Conseiller général du canton de Cotignac (1988 → 2015) Réélu en 1989, 1995, 2001 et 2008 |
| mars 2014                                | juillet 2020                 | Patrick Genre                                | UMP-LR    | Administrateur territorial 14e vice-président de la CA de la Provence Verte (2018 → 2020)      |
| juillet 2020                             | En cours (au 6 juillet 2020) | Alain Ravanello                              | LR        | Commerçant                                                                                     |

### Intercommunalité
Carcès est l'une des 28 communes de la Communauté d'agglomération de la Provence Verte.

## Urbanisme

### Typologie
Au 1er janvier 2024, Carcès est catégorisée bourg rural, selon la nouvelle grille communale de densité à sept niveaux définie par l'Insee en 2022.
Elle appartient à l'unité urbaine de Carcès, une unité urbaine monocommunale constituant une ville isolée,. Par ailleurs la commune fait partie de l'aire d'attraction de Brignoles, dont elle est une commune de la couronne,. Cette aire, qui regroupe 10 communes, est catégorisée dans les aires de moins de 50 000 habitants,.

### Occupation des sols
L'occupation des sols de la commune, telle qu'elle ressort de la base de données européenne d’occupation biophysique des sols Corine Land Cover (CLC), est marquée par l'importance des forêts et milieux semi-naturels (53,1 % en 2018), une proportion sensiblement équivalente à celle de 1990 (53,9 %). La répartition détaillée en 2018 est la suivante : 
forêts (48,3 %), cultures permanentes (35,2 %), zones urbanisées (6,5 %), milieux à végétation arbustive et/ou herbacée (4,7 %), zones agricoles hétérogènes (3,5 %), eaux continentales (1,8 %). L'évolution de l’occupation des sols de la commune et de ses infrastructures peut être observée sur les différentes représentations cartographiques du territoire : la carte de Cassini (XVIIIe siècle), la carte d'état-major (1820-1866) et les cartes ou photos aériennes de l'IGN pour la période actuelle (1950 à aujourd'hui).

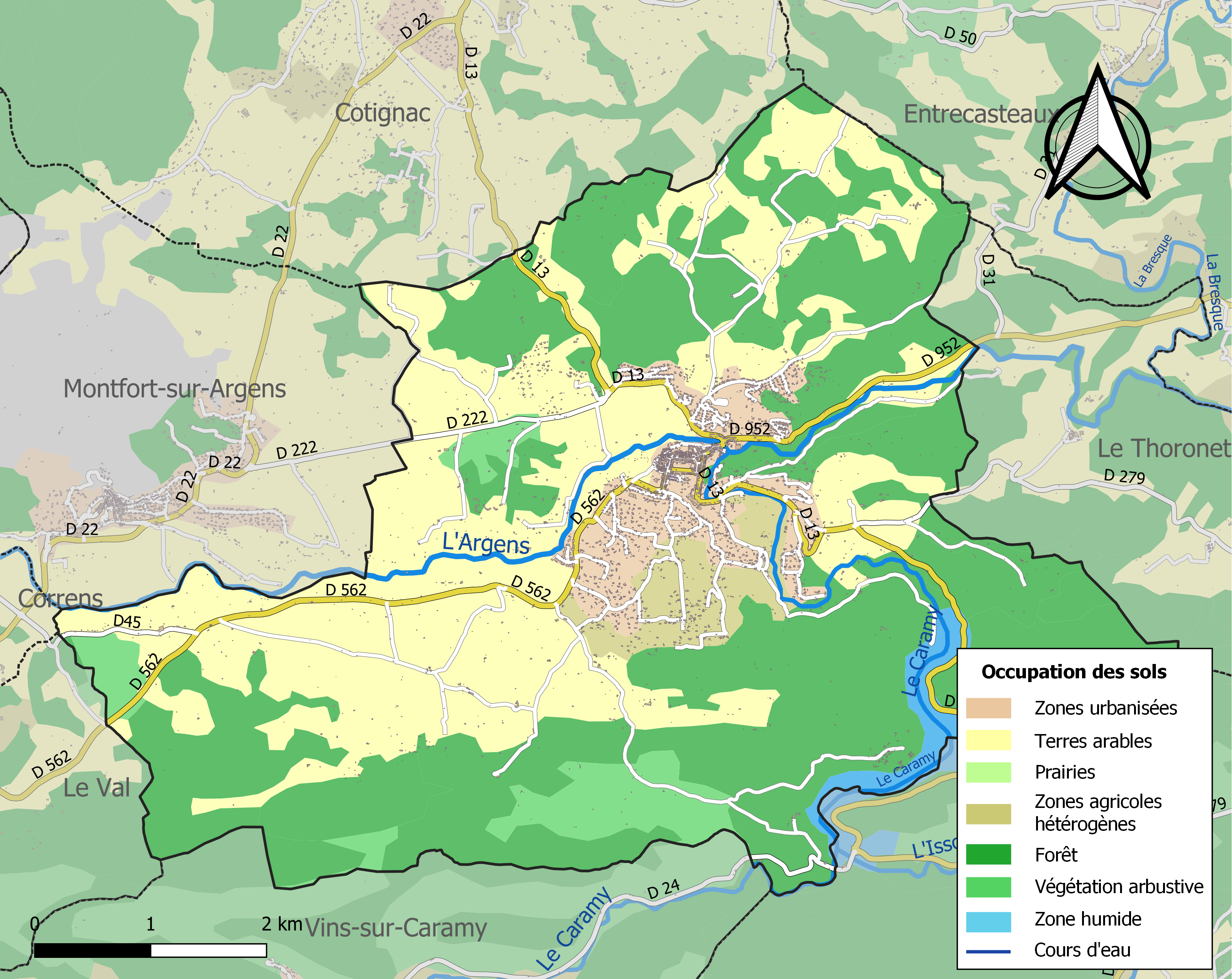
Carte des infrastructures et de l'occupation des sols de la commune en 2018 (CLC).

### Budget et fiscalité
| Taxe                                                | Part communale | Part intercommunale | Part départementale | Part régionale |
| --------------------------------------------------- | -------------- | ------------------- | ------------------- | -------------- |
| Taxe d'habitation (TH)                              | 10,81 %        | 0,00 %              | 6,15 %              | 0,00 %         |
| Taxe foncière sur les propriétés bâties (TFPB)      | 16,43 %        | 0,00 %              | 7,43 %              | 2,36 %         |
| Taxe foncière sur les propriétés non bâties (TFPNB) | 73,97 %        | 0,00 %              | 23,44 %             | 8,85 %         |
| Taxe professionnelle (TP)                           | 24,25 %        | 0,00 %              | 8,55 %              | 3,84 %         |

### Occupation des sols
L'occupation des sols de la commune, telle qu'elle ressort de la base de données européenne d’occupation biophysique des sols Corine Land Cover (CLC), est marquée par l'importance des forêts et milieux semi-naturels (53,1 % en 2018), une proportion sensiblement équivalente à celle de 1990 (53,9 %). La répartition détaillée en 2018 est la suivante : 
forêts (48,3 %), cultures permanentes (35,2 %), zones urbanisées (6,5 %), milieux à végétation arbustive et/ou herbacée (4,7 %), zones agricoles hétérogènes (3,5 %), eaux continentales (1,8 %).
L'IGN met par ailleurs à disposition un outil en ligne permettant de comparer l’évolution dans le temps de l’occupation des sols de la commune (ou de territoires à des échelles différentes). Plusieurs époques sont accessibles sous forme de cartes ou photos aériennes : la carte de Cassini (XVIIIe siècle), la carte d'état-major (1820-1866) et la période actuelle (1950 à aujourd'hui).

### Budget et fiscalité 2019

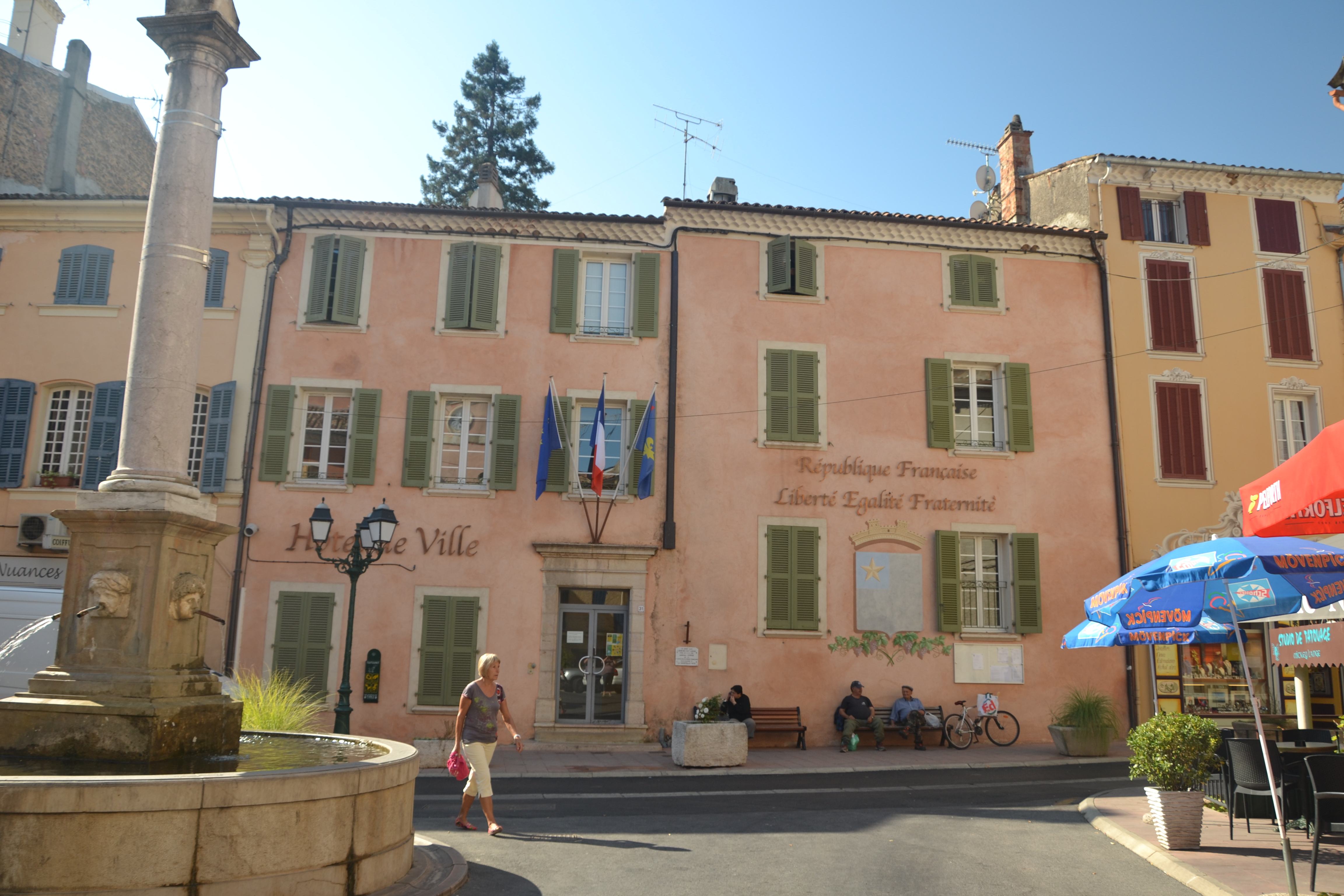
Mairie de Carcès.

En 2019, le budget de la commune était constitué ainsi :
- total des produits de fonctionnement : 3 601 000 €, soit 1 017 € par habitant ;
- total des charges de fonctionnement : 3 587 000 €, soit 1 013 € par habitant ;
- total des ressources d’investissement : 568 000 €, soit 160 € par habitant ;
- total des emplois d’investissement : 1 517 000 €, soit 428 € par habitant.
- endettement : 2 508 000 €, soit 708 € par habitant.

Avec les taux de fiscalité suivants :
- taxe d’habitation : 12,12 % ;
- taxe foncière sur les propriétés bâties : 18,40 % ;
- taxe foncière sur les propriétés non bâties : 82,87 % ;
- taxe additionnelle à la taxe foncière sur les propriétés non bâties : 0,00 % ;
- cotisation foncière des entreprises : 0,00 %.

Chiffres clés Revenus et pauvreté des ménages en 2017 : médiane en 2017 du revenu disponible, par unité de consommation : 19 980 €.

### Jumelages
La commune de Carcès n'est jumelée avec aucune autre commune.

## Démographie
L'évolution du nombre d'habitants est connue à travers les recensements de la population effectués dans la commune depuis 1793. Pour les communes de moins de 10 000 habitants, une enquête de recensement portant sur toute la population est réalisée tous les cinq ans, les populations de référence des années intermédiaires étant quant à elles estimées par interpolation ou extrapolation. Pour la commune, le premier recensement exhaustif entrant dans le cadre du nouveau dispositif a été réalisé en 2004.

En 2022, la commune comptait 3 407 habitants, en évolution de −2,24 % par rapport à 2016 (Var : +4,98 %, France hors Mayotte : +2,11 %).
| 1793  | 1800  | 1806  | 1821  | 1831  | 1836  | 1841  | 1846  | 1851  |
| ----- | ----- | ----- | ----- | ----- | ----- | ----- | ----- | ----- |
| 1 900 | 1 797 | 1 917 | 1 953 | 2 217 | 2 259 | 2 219 | 2 214 | 2 381 |

| 1856  | 1861  | 1866  | 1872  | 1876  | 1881  | 1886  | 1891  | 1896  |
| ----- | ----- | ----- | ----- | ----- | ----- | ----- | ----- | ----- |
| 2 410 | 2 798 | 2 749 | 2 726 | 2 607 | 2 074 | 2 006 | 1 885 | 1 755 |

| 1901  | 1906  | 1911  | 1921  | 1926  | 1931  | 1936  | 1946  | 1954  |
| ----- | ----- | ----- | ----- | ----- | ----- | ----- | ----- | ----- |
| 1 863 | 1 903 | 1 921 | 1 886 | 1 914 | 1 993 | 1 900 | 1 711 | 1 795 |

| 1962  | 1968  | 1975  | 1982  | 1990  | 1999  | 2004  | 2006  | 2009  |
| ----- | ----- | ----- | ----- | ----- | ----- | ----- | ----- | ----- |
| 1 912 | 2 026 | 1 807 | 2 092 | 2 270 | 2 453 | 2 709 | 2 848 | 3 268 |

| 2014  | 2019  | 2022  | - | - | - | - | - | - |
| ----- | ----- | ----- | - | - | - | - | - | - |
| 3 425 | 3 380 | 3 407 | - | - | - | - | - | - |

## Économie

### Agriculture
- Coopérative vinicole Le Hameau des Vignerons de Carcès[41].
- Moulin à huile, puis coopérative agricole (coopérative oléicole) La Carçoise[42].
- Domaine Foussenq[43].

### Tourisme

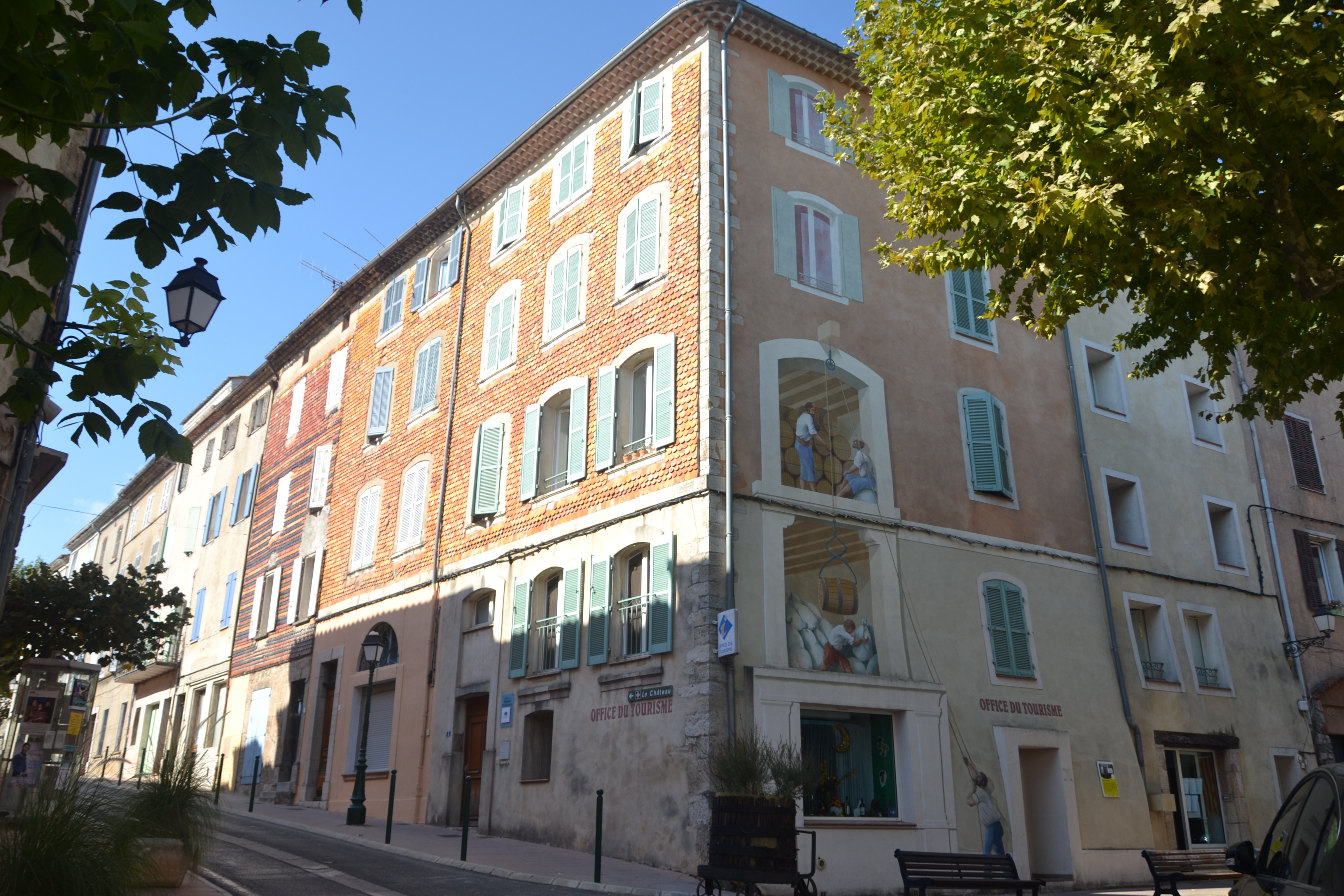
Office du tourisme de Carcès.

- Office de tourisme à Carcès.
- Camping[44].
- Gîtes ruraux.

### Artisanat - Métiers d'art
- Facture d'orgues[45].
- Taille, façonnage et finissage de pierre.

### Industrie, commerces
- Commerces de proximité.

## Lieux et monuments

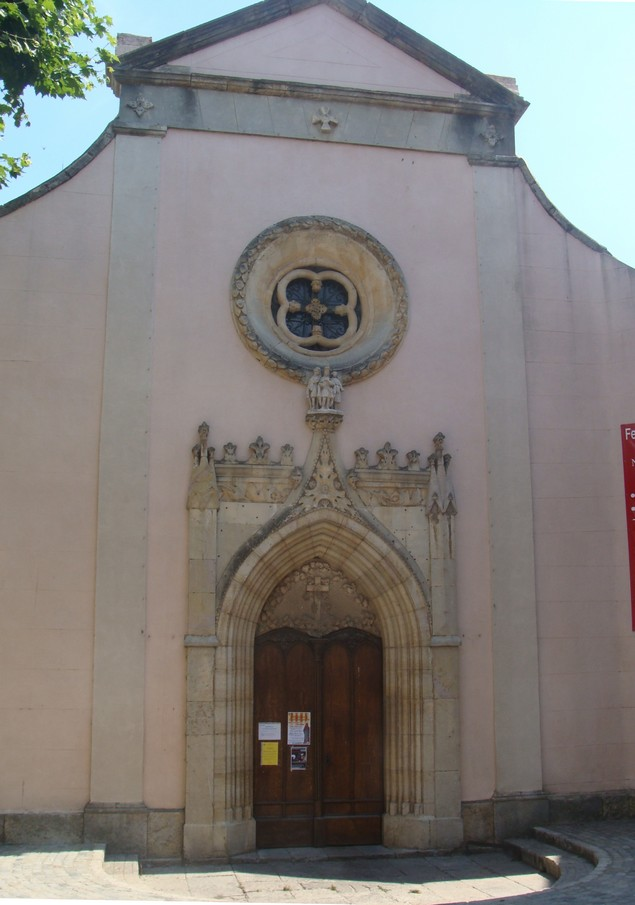
Façade église Sainte-Marguerite.
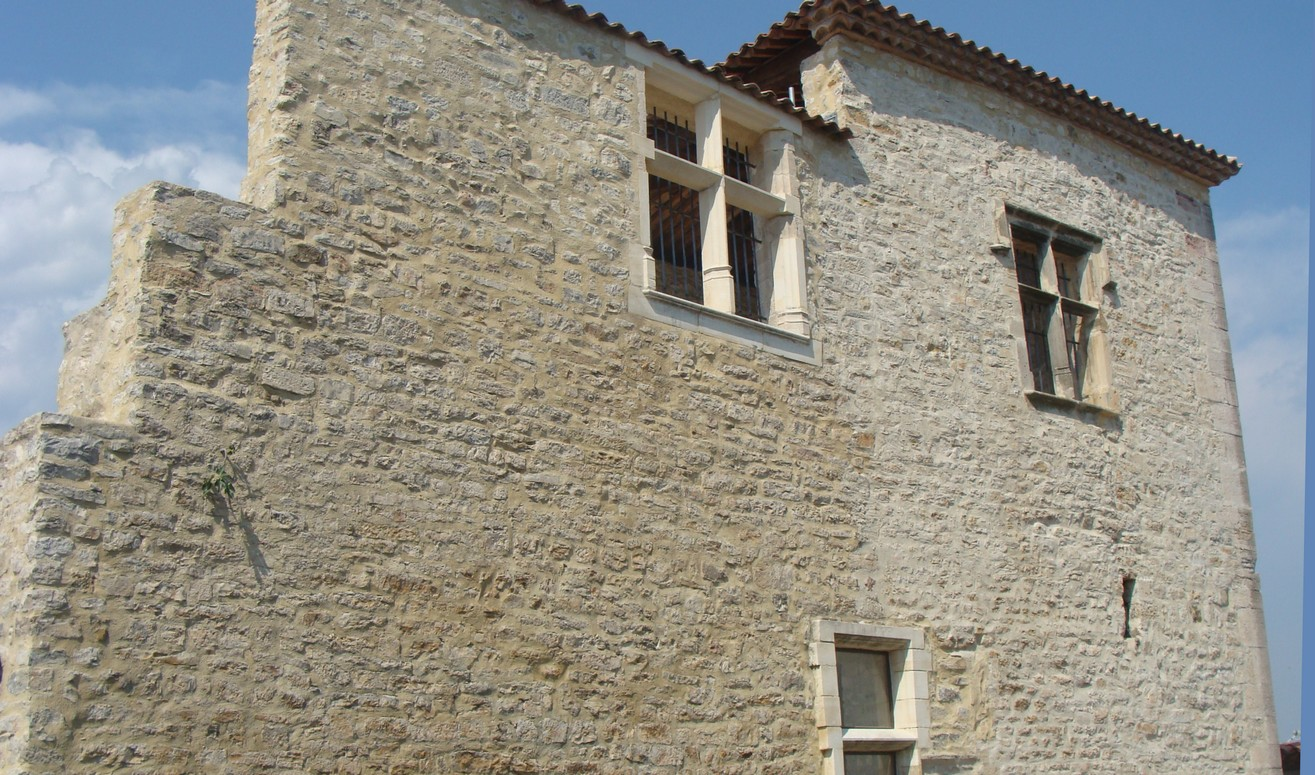
Château (vue partielle).
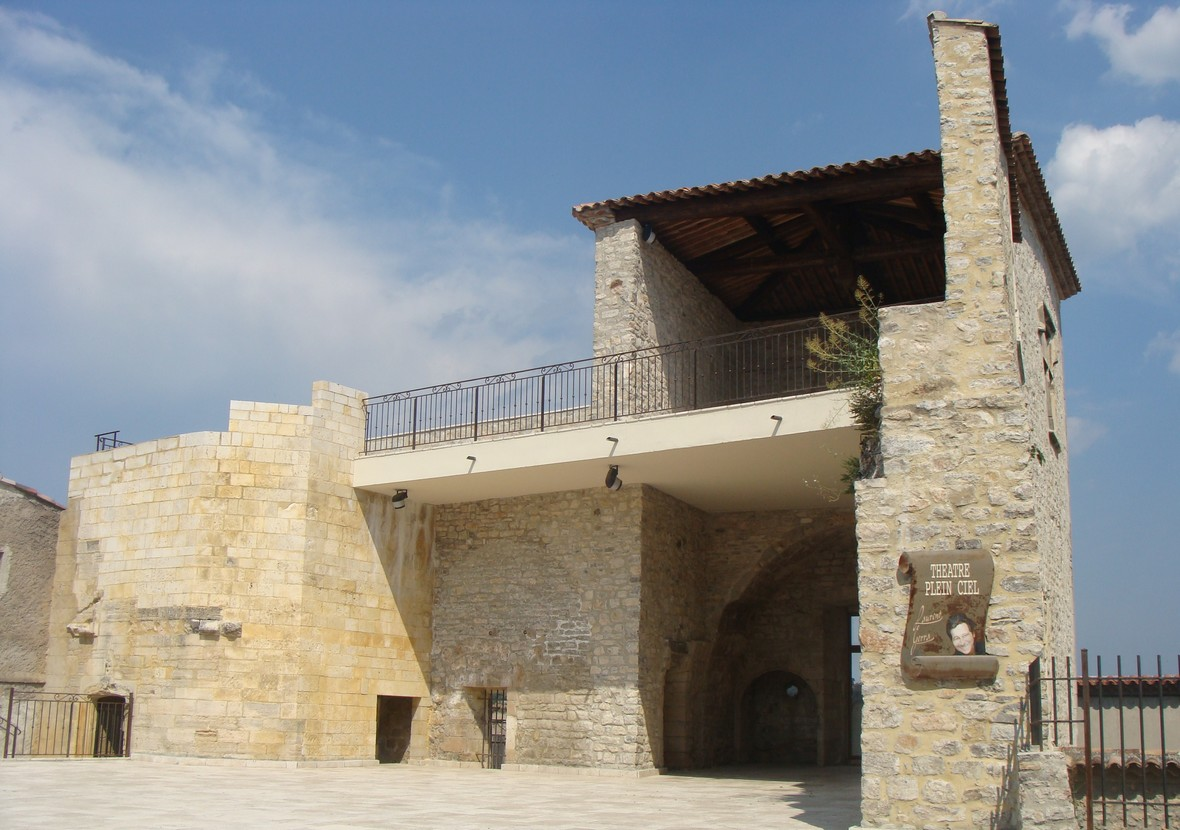
Théâtre « plein ciel », au château.
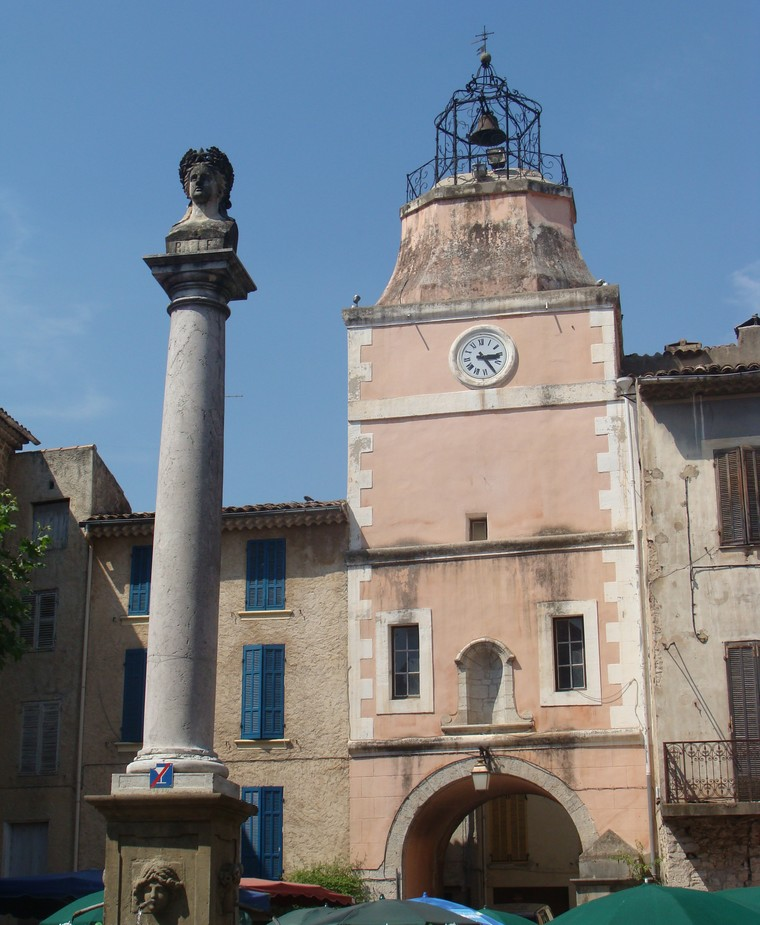
Tour de l'Horloge et son campanile.
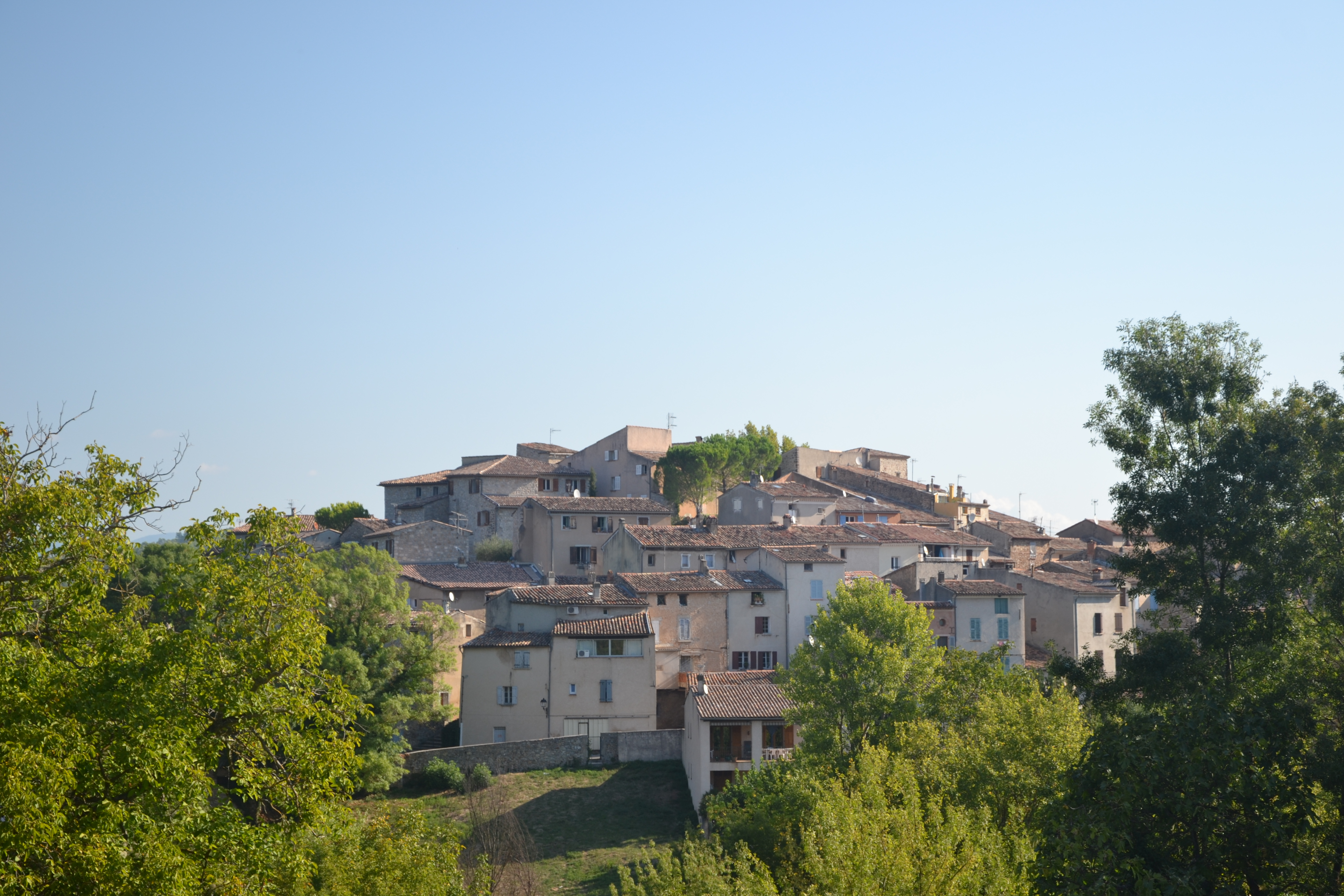
Village médiéval de Carcès.
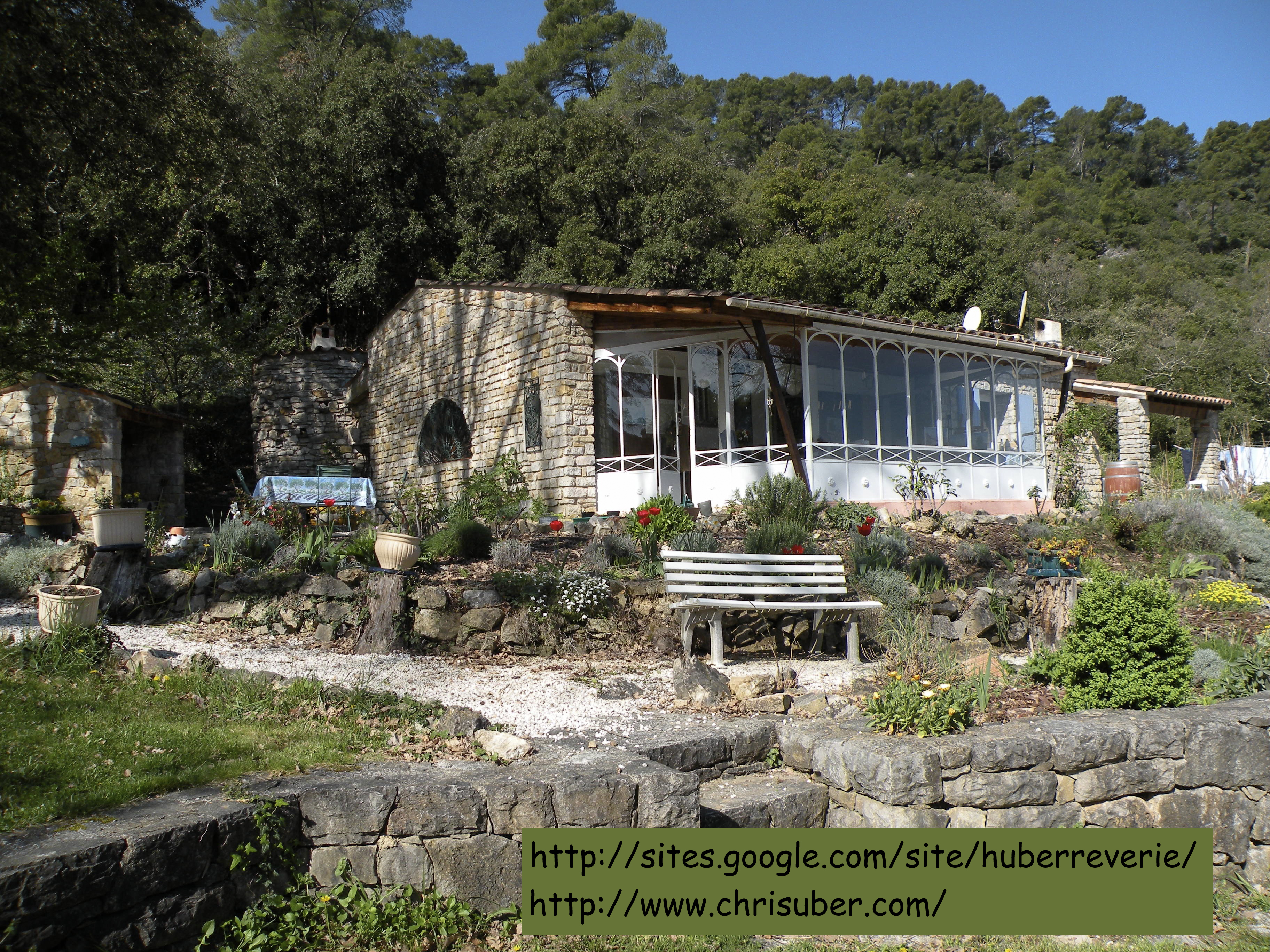
La Reverie.
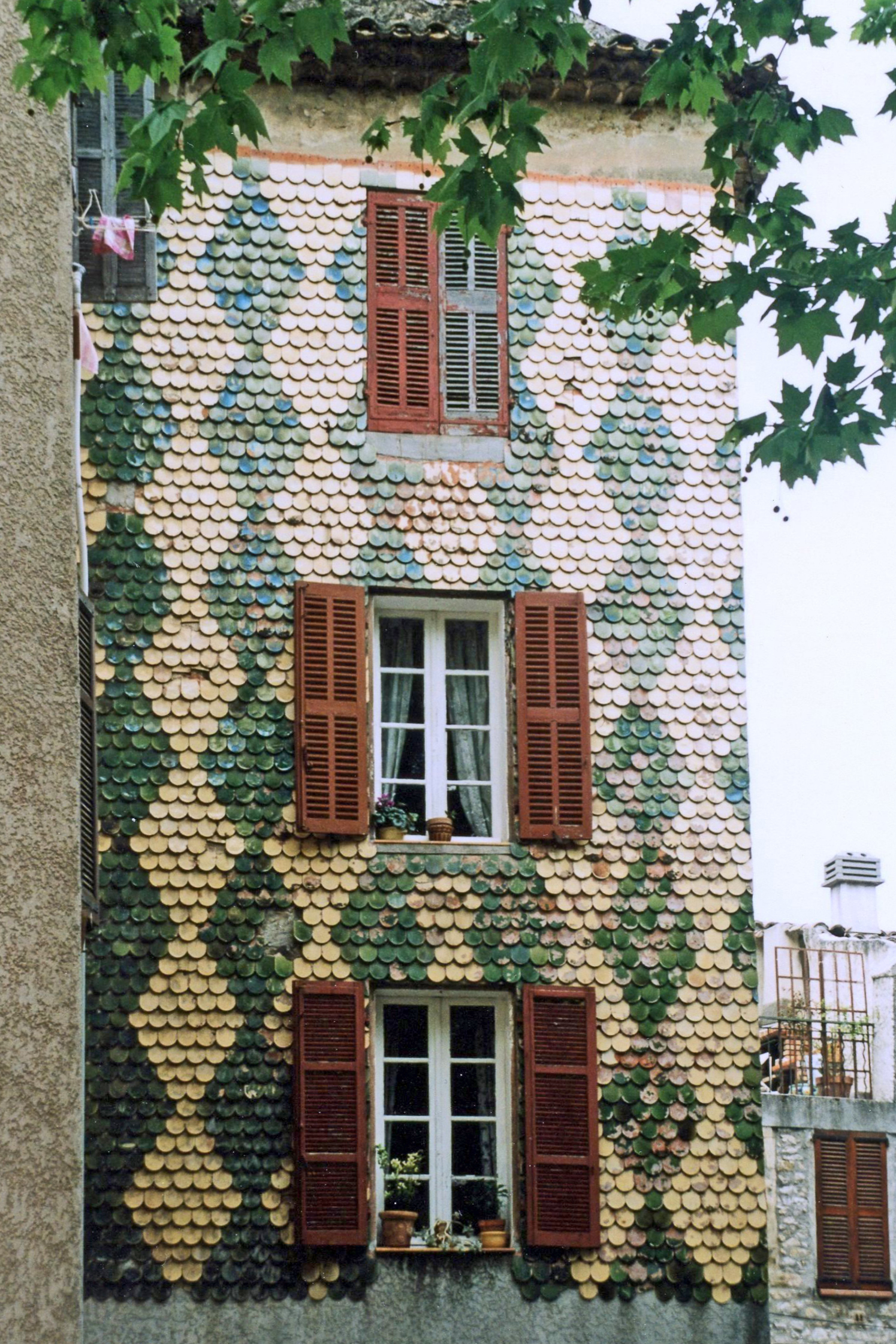
Façade écaillée dans la vieille ville.
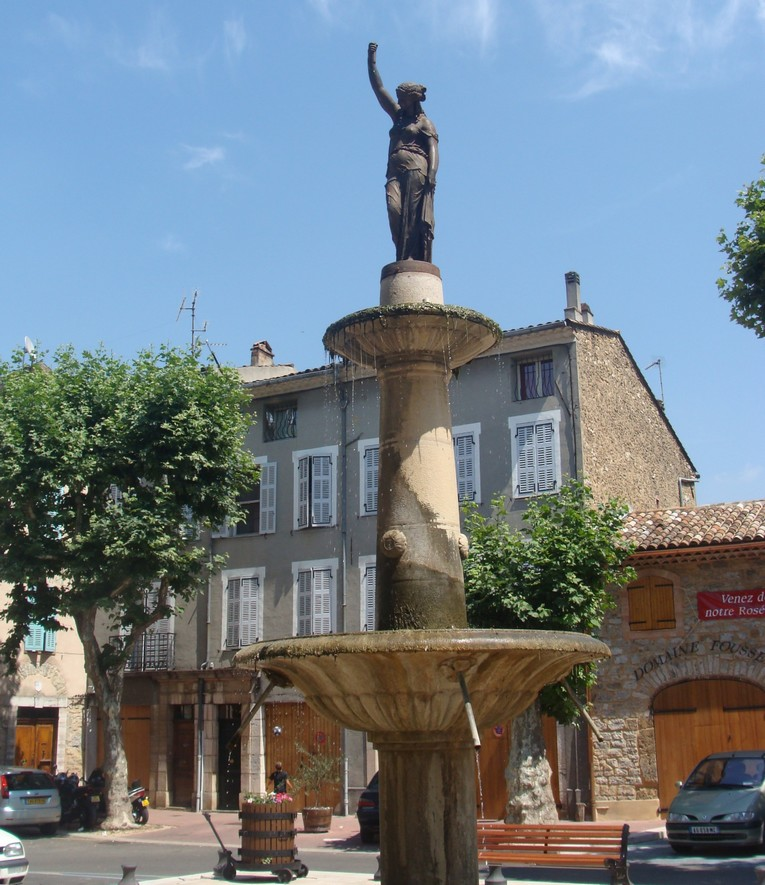
Fontaine place Gabriel-Péri.
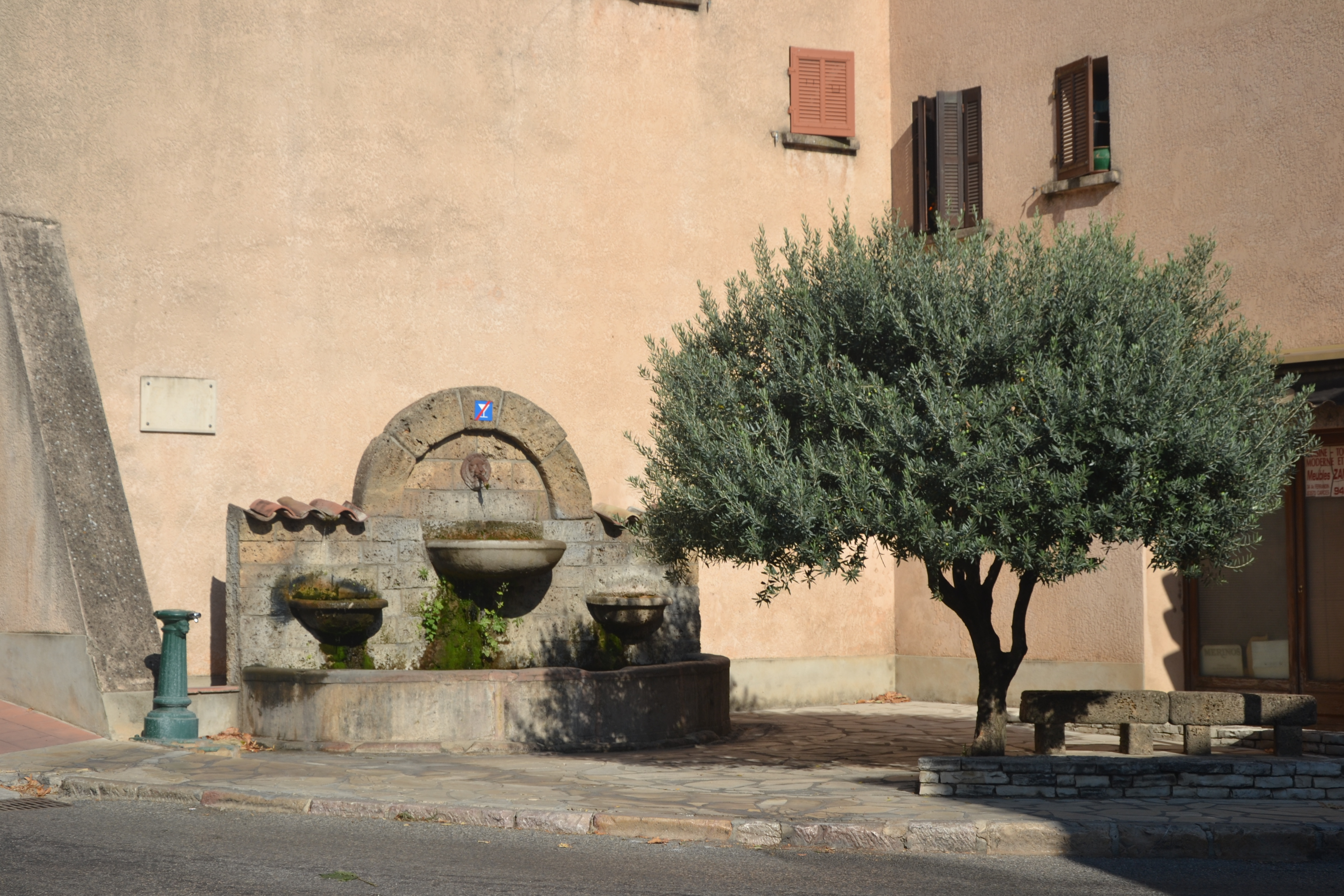
Fontaine.
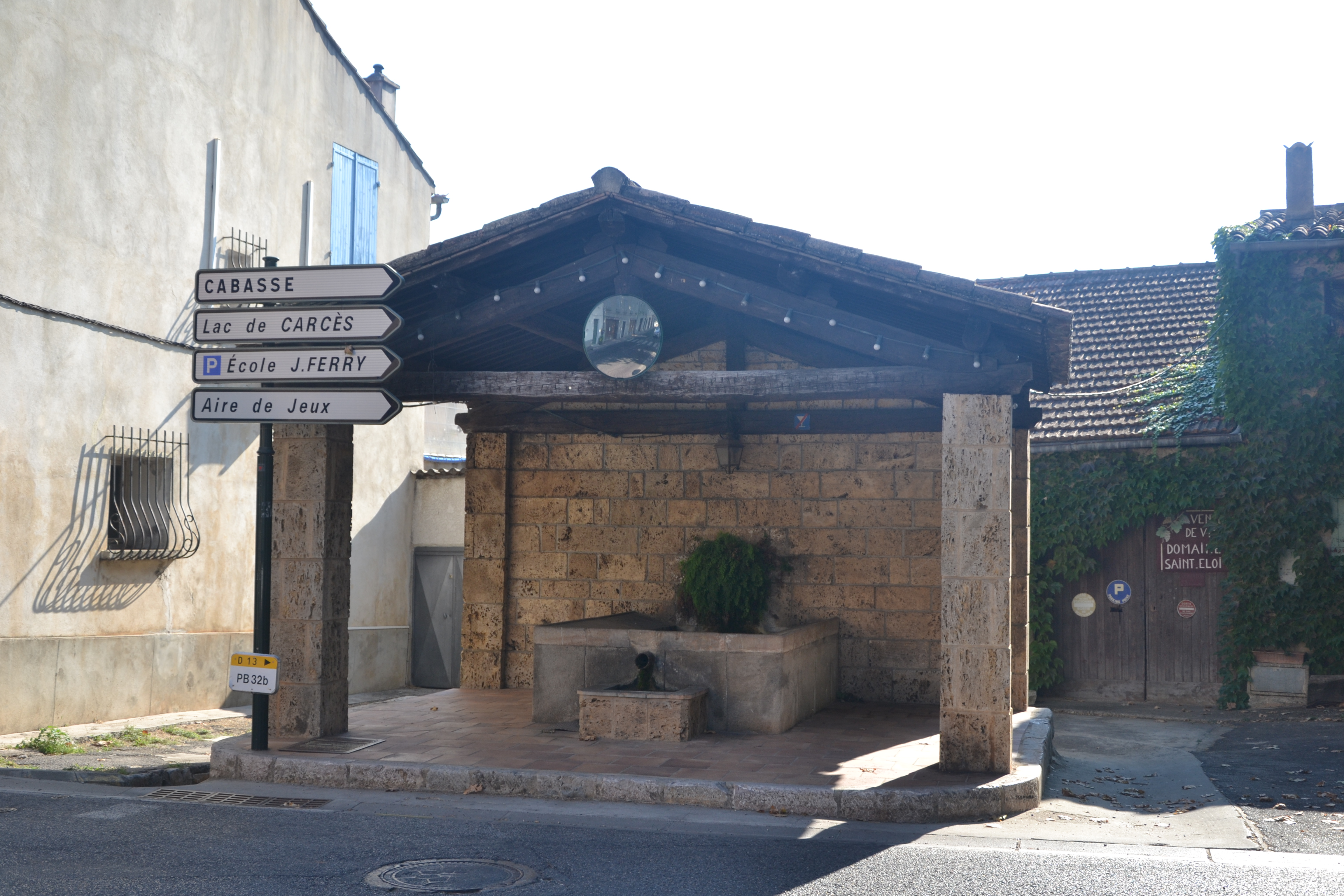
Lavoir de Carcès.

La patrimoine religieux
- l'église paroissiale Sainte-Marguerite[2], et sa cloche de 1546[46].
- la chapelle Notre-Dame de Carami[47] (Notre-Dame-de-Bon-Secours), monument inscrit sur l'Inventaire supplémentaire des monuments historiques[48],[49].
- Oratoire de Notre-Dame de Caramy.

Le patrimoine naturel
- le lac de Carcès, retenue créée sur le Caramy.
- la cascade du Caramy entre le lac et le village[50].
- le confluent de l'Argens et du Caramy.

Les sites et lieux de mémoire
- la vieille ville (cité médiévale) ; vestiges du château[51], façades couvertes[52] en faïence de Salernes.
- la tour de l'Horloge, et sa cloche de 1758[53] et la fontaine des Quatre-Saisons sur la place de la mairie.
- le théâtre « plein ciel » Laurent Gerra.
- Les fontaines :
  - la place de la Capelette (aujourd'hui place Gabriel-Péri) et sa fontaine,
  - la fontaine des Quatre-Saisons[54],[55],
  - la fontaine de la Respelido[56].
- les monuments commémoratifs[57],[58].

## Équipements et services

### Transports urbains
Carcès est desservie par trois lignes de bus, reliant le village aux communes voisines :
- Aups - Entrecasteaux - Vins-sur-Caramy - Brignoles ;
- Saint-Maximin-la-Sainte-Baume - Brignoles - Carcès ;
- Brignoles - Lorgues.

### Enseignement
Établissements d'enseignements :

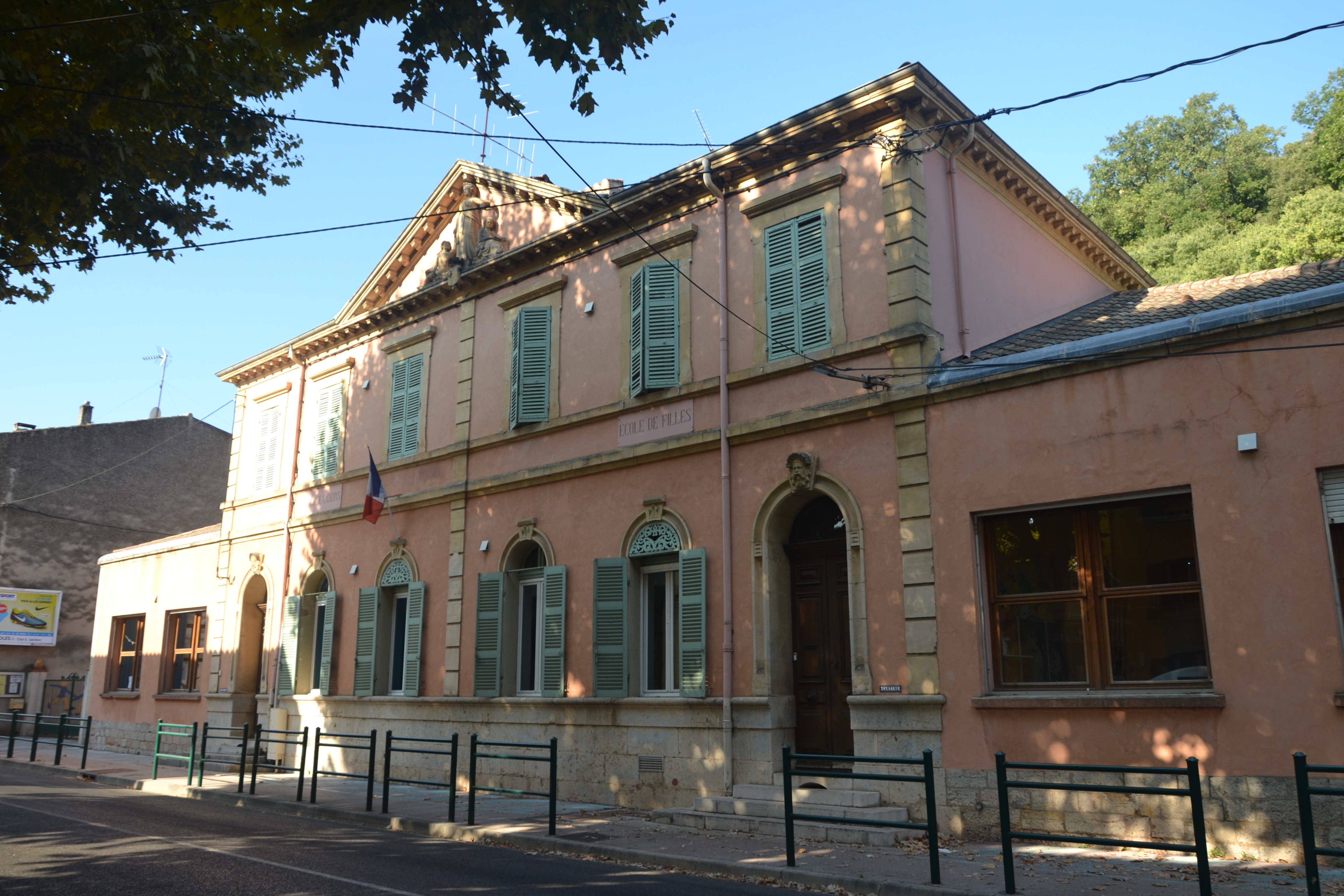
École de Carcès.

- Les élèves de Carcès commencent leurs études à l'école maternelle (104 enfants en 2010), puis à l'école Jules-Ferry (163 enfants dans 7 classes en 2010) de la commune[60],[61].
- Enfin le collège Geneviève-de Gaulle-Anthonioz de Carcès a ouvert ses portes en septembre 2017 (700 places).
- Lycées à Brignoles[62].

### Sports
Les activités sportives à Carcès sont en relation avec l'environnement naturel de la commune :
- VTT ;
- Équitation ;
- Randonnée pédestre ;
- Tir à l’arc.

### Santé
Professionnels et établissements de santé :
- Carcès compte quatre médecins généralistes et une pharmacie, la pharmacie du passage ;
- l'hôpital le plus proche est celui de Brignoles.

## Vie locale

### Cultes
- Culte catholique. L'église Sainte-Marguerite, de culte catholique, fait partie du diocèse de Fréjus-Toulon, doyenné de Brignoles[65].

### Environnement
- Zone naturelle d'intérêt écologique, faunistique et floristique (ZNIEFF)[66] :
  - Vallée de l'Argens,
  - Ripisylves et annexes des vallées de l'Issole et du Caramy.
- Site Natura 2000 : Val d'Argens[67].

## Personnalités liées à la commune
- Jean V de Pontevès (1510 - 1582), comte de Carcès, grand sénéchal et lieutenant du Roi.
- Barthélemy Lauvergne (1805 - 1871), navigateur et peintre français de la Marine. Mort à Carcès.
- Laurent Gerra (1967), humoriste et imitateur[68].